# Larix laricina
Larix laricina és una espècie de conífera de la família Pinaceae nadiua del Canadà i nord-est dels Estats Units. Rep el nom vernacle de "tamarack" en l'idioma algonquí i es refereix a una fusta usada per fer sabates de neu.
Fa de 10 a 20 m d'alt. Són molt tolerants al fred. Viu al Canadà, Alaska i nord-est dels Estats Units.

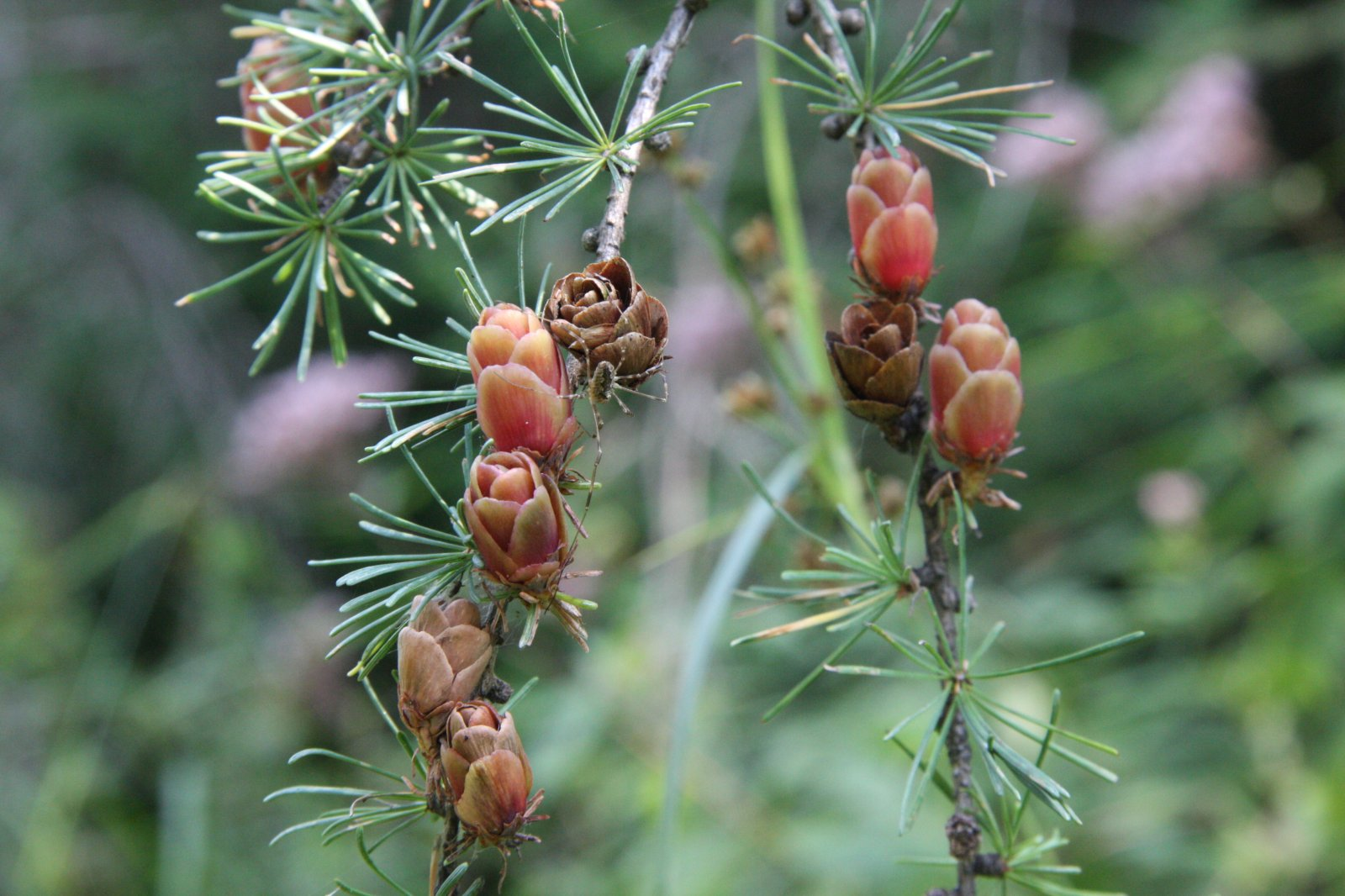
Fulles i pinyes